# 何塞·米格爾·德·貝拉斯科

何塞·米格爾·德·貝拉斯科

何塞·米格爾·德·貝拉斯科·佛朗哥（西班牙語：José Miguel de Velasco Franco，西班牙語發音：[χoˈse miˈɣel de βeˈlasko ˈfɾaŋko] ⓘ；1795年9月29日—1859年10月13日）是玻利維亞陸軍少將，1828年至1829年擔任玻利維亞總統。1839年圣克鲁斯政府垮台導致秘魯-玻利維亞邦聯解散，貝拉斯科再度出任總統至1841年。1848年貝拉斯科在軍隊支持下三度就任總統，但同年底曼努埃爾·伊西多羅·貝爾蘇擁兵自立為總統，貝拉斯科流亡國外。